# معارضة مجتمع الميم
معارضة المجتمع الميم هي معارضة الحقوق القانونية، أو معارضة سن أو اقتراح قوانين تؤيد لاأشخاص المثليين، أو مزدوجي الميول الجنسي أوالمتحولين جنسيا.

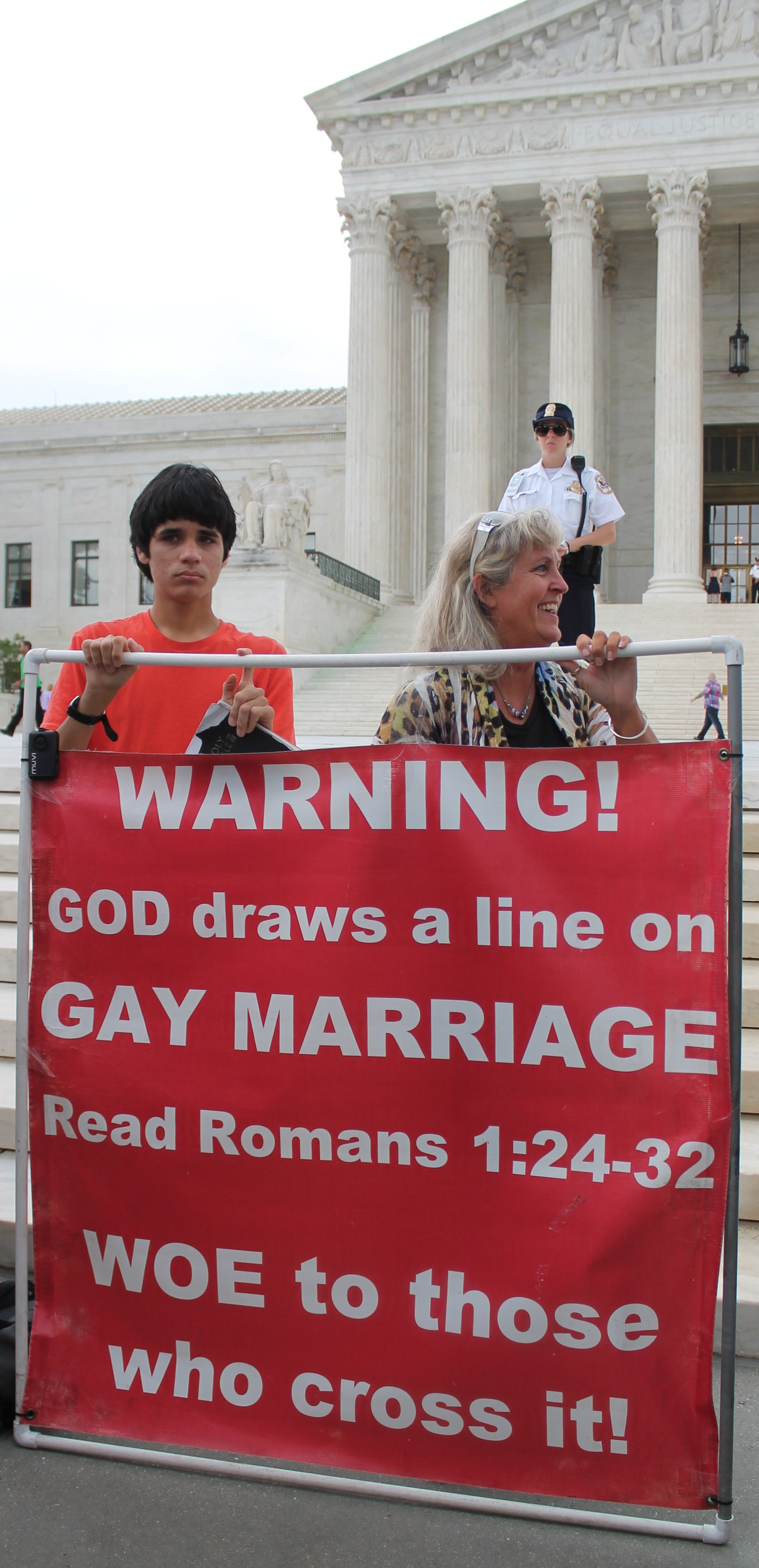
تظاهرات ضد دعم المثليين أما المحكمة العليا الأمريكية.

تعارض المنظمات المؤثرة في معارضة حقوق المثليين في كثير من الأحيان تمرير قوانين الزواج المثلي، كما تعارض قوانين إقرار مكافحة التمييز التي تهدف إلى الحد من التمييز ضد المثليين بما في ذلك التمييز في التوظيف والسكن، وقوانين مكافحة التنمر لحماية المثليين من القاصرين، والقوانين التي تشرع العلاقات من نفس الجنس، وغيرها من القوانين المتعلقة بحقوق المثليين، وهذه الجماعات غالبا ما تكون دينية أو محافظة اجتماعيا في الحالة العادية.

علم معارضة مجتمع الميم.

يمكن أن يكون الدافع وراء هذه المعارضة دينيا أو مستندا لمعتقدات أخلاقية معينة، أو هوموفوبيا أو رهاب التحول الجنسي، التعصب ، العداء، أو لأيديولوجيات سياسية، أو لأسباب أخرى.
وقد تتضمن القوانين التي قد تعارضها معارضة حقوق المثليين الاتحادات أو الشراكات الأهلية، وتربية الأطفال، والتبني، والخدمة العسكرية، وتصريح الوصول إلى التكنولوجيا المساعدة على الإنجاب، والحصول على جراحة تغيير الجنس، والعلاج ببدائل الهرمونات للمتحولين جنسيا.

## الرأي العام
تختلف المواقف المجتمعية تجاه المثلية الجنسية اختلافًا كبيرًا في الثقافات المختلفة والفترات التاريخية المختلفة، وكذلك المواقف تجاه الرغبة الجنسية والنشاطات والعلاقات بشكل عام. جميع الثقافات لها معاييرها الخاصة فيما يتعلق بالجنسانية المناسبة وغير المناسبة، إذ يجيز بعضها حب المثليين وجنسانيتهم، في حين ترفض أخرى مثل هذه الأنشطة.
«هناك تسامح واسع النطاق تجاه المثلية الجنسية، في جميع أنحاء أوروبا الغربية ومعظم الأمريكتين» وفقًا لمنظمة بيو غلوبال في عام 2007. «مازالت الولايات المتحدة واليابان وكوريا الجنوبية وإسرائيل بمعزل عن الدول الأخرى الرائدة بشأن هذه القضية، إذ يقول أقل من نصف الذين شملهم الاستطلاع في كل من هذه البلدان أن المثلية الجنسية يجب أن يقبلها المجتمع. هناك قدر أقل من التسامح تجاه المثلية الجنسية مع ذلك في معظم أفريقيا وآسيا والشرق الأوسط».
أظهر استطلاع أجرته شبكة سي إن إن عام 2012 أن عدد كبير من الأمريكيين يؤيدون حقوق المثليين، مثل زواج المثليين. وجد استطلاع رأي لليابانيين في أواخر عام 2015، أن الأغلبية تدعم زواج المثليين.

## الصحة
أشارت مراجعة منهجية لبحث في عام 2009 في المملكة المتحدة إلى إمكانية وجود أدلة محدودة متاحة يمكن من خلالها استخلاص استنتاجات عامة حول صحة المثليات والمثليين ومزدوجي الميول الجنسية ومغايري الهوية الجندرية، لأن الدراسات الوبائية لم تدمج الجنسانية كعامل في جمع البيانات. وجدت المراجعة أنه- من البحث الموجود في المملكة المتحدة- لا توجد اختلافات بين أفراد مجتمع الميم من حيث المشاكل الصحية الرئيسية عمومًا، على الرغم من أن الصحة العامة لأفراد الميم تبدو أسوأ، لكن مع عدم وجود معلومات محددة عن الأمراض الشائعة والكبيرة، مثل السرطانات أو الصحة على المدى الطويل.
يشير البحث إلى المشكلات التي صودفت منذ سن مبكرة، مثل استهداف أفراد مجتمع الميم فيما يتعلق بالتنمر والاعتداء والتمييز، إذ يسهم ذلك بشكل كبير في الاكتئاب والانتحار وغيرها من مشكلات الصحة النفسية في مرحلة البلوغ. نظر أحد الباحثين إلى العواقب طويلة المدى للتنمر في المدارس، وركز باحث اجتماعي على الطريقة التي يمكن بها لأفراد مجتمع الميم التعرض للممارسات التمييزية في الحصول على الرعاية الصحية، وآثارها.
يجادل بعض الناشطين في مجتمع الميم بأن تجربة النمو كفرد من مجتمع الميم تساهم في مشاكل الصحة النفسية في مرحلة البلوغ، والحواجز التي تحول دون الوصول إلى الرعاية الصحية المناسبة بالطريقة التي يساهم فيها الكبار نحو حالة صحية أسوأ، إذ يجادلون بأن حماية حقوق مجتمع الميم ضرورية لتقليل التطور المحتمل للمشكلات الصحية، ولضمان الوصول إلى موارد الرعاية الصحية.
قدم ناشطو مجتمع الميم في عام 2009، شكوى يزعمون فيها أن الحكومة الكندية تهمل القضايا الصحية للمثليين الكنديين، مساويين إياها بانتهاك حقوق الإنسان لأفراد مجتمع الميم. يسلط الناشطون في الشكوى، الضوء على أن متوسط العمر المتوقع أقل بعشرين سنة بالنسبة لأفراد مجتمع الميم، بالإضافة لوجود مزيد من حالات السرطان، وفيروس نقص المناعة البشرية، وزيادة معدلات الانتحار، وإدمان الكحول، وتعاطي المخدرات.

## المعارضة في مختلف البلدان

### روسيا

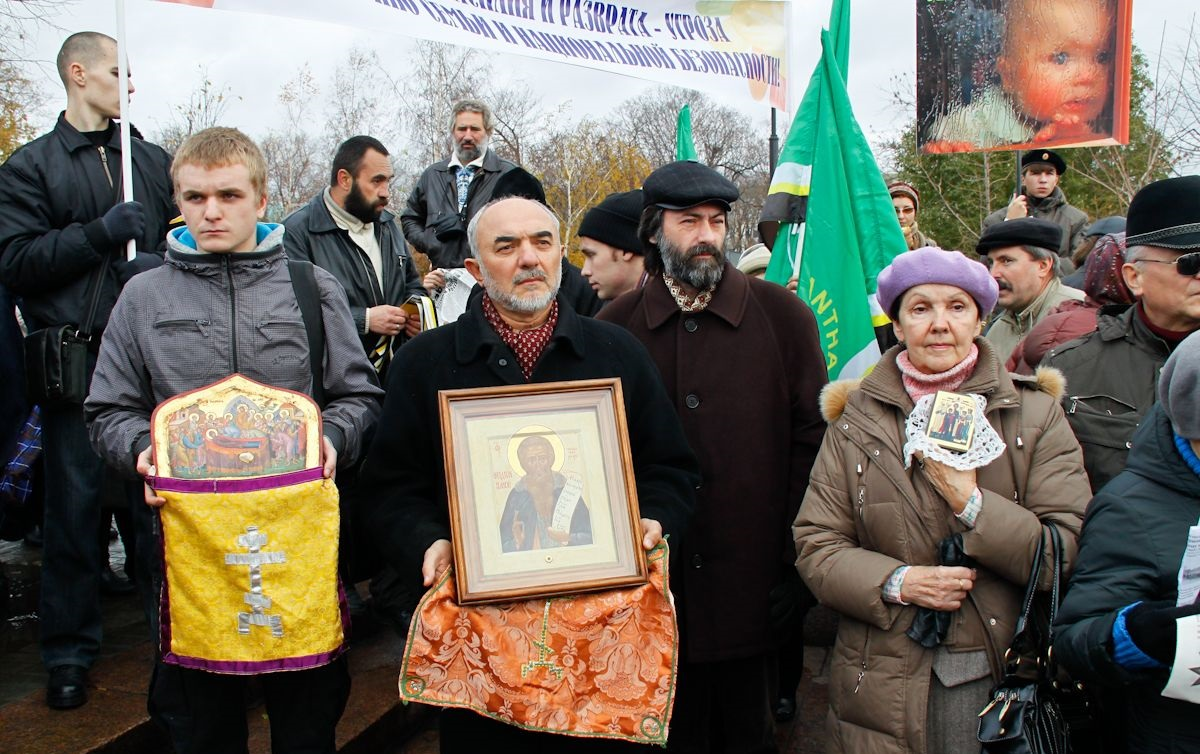
تظاهرات ضد موكب فخر المثليين بالعاصمة الروسية موسكو.

المعارضة لحركة حقوق المثليين منتشرة جدا في روسيا، كذلك داخل الكرملين. سن الرئيس فلاديمير بوتين قوانين في عام 2012 تجرّم التعليم حول قضايا مجتمع الميم، وتصفه بـ «الدعاية للمثليين». حظرت إخبار القاصرين أن المثلية الجنسية عادية أو طبيعية. عارضت بعض الدول الغربية ذلك، إذ دعا العديد من أفراد الجمهور في الولايات المتحدة وأوروبا الغربية إلى مقاطعة الألعاب الأولمبية الشتوية لعام 2014 في سوتشي، إلا أن الرئيس بوتين أكد أنه سيُحترم جميع الرياضيين، بغض النظر عن جنسانيتهم وفي هذا الحدث، ولم تحدث مقاطعة.
وُصف القانون الذي مُرّر على أنه ينقل مجتمع الميم في روسيا «من كونه مجموعة هامشية موصومة إلى خانة أعداء الدولة بشكل كامل» ووصفته العديد من منظمات النازية الجديدة (مثل أوكيباي بيدوفيليا) أنه مساهم رئيسي في موجة عنف مناهضة للمثليين، تستهدف المراهقين المثليين عبر الإنترنت لمقابلتهم، وتنشر على موقع يوتيوب أعمال اعتدائهم على مراهقي مجتمع الميم، والتي أدت حتى إلى وفاة العديد من المراهقين المثليين في روسيا، والتي نادرًا ما حققت فيها السلطات من قبل، معرّفة إياها بأنها حركات مدنية تقاتل خطايا المجتمع.

### المملكة المتحدة
سن حزب المحافظين، الذي كان في الحكومة، المادة 28 في عام 1988، والذي نص على أنه يجب على السلطات المحلية «عدم الترويج للمثلية الجنسية عمدًا أو نشر المواد بقصد تعزيز المثلية الجنسية» وأنه يجب على المدارس المحافظة «عدم تعزيز تعليم [...] تقبل المثلية الجنسية»، واصفًا العائلات بآباء مثليين أنها «علاقة أسرية مزعومة». أظهرت الأبحاث حول تأثير حجب المعلومات المتعلقة بالتوعية بالجنسانية في المدارس، توافقًا مع زيادة في مستوى تنمر من يعانون من رهاب المثلية على أقرانهم، بالإضافة إلى زيادة حدوث الاكتئاب والانتحار بين أفراد مجتمع الميم الذين يحاولون التأقلم مع جنسانيتهم.
أعلنت تاتشر أيضًا في عام 1987، أن «سلطات التعليم اليسارية بشدة والمعلمين المتطرفين» لقّنوا الأمة من خلال تعليم الجيل الأصغر «شعارات سياسية» و«رياضيات مناهضة للعنصرية» وإخبار تلاميذهم بأن لديهم «حقًا غير قابل للمصادرة في أن يكونوا مثليين» بدلًا من «تعليم احترام القيم الأخلاقية التقليدية». ثم تابعت وقالت: «إن كل هؤلاء الأطفال قد سُلبت منهم البداية السليمة في الحياة، أجل سُلبت!».
أُلغيت المادة 28 من قبل حكومة العمل في ظل توني بلير في عام 2003، على الرغم من معارضة المحافظين الليبراليين اجتماعيًا مثل رئيس الوزراء اللاحق ديفيد كاميرون.
اعتذر كاميرون رسميًا في يونيو عام 2009 -أثناء حملته للانتخابات العامة لعام 2010- عن تقديم حزبه للقانون، مشيرًا إلى أنه كان خطًا وكان مسيئًا للمثليين.
شُرّع زواج المثليين في عام 2013 في ظل رئاسة كاميرون، ووصفها كاميرون بأنها «خطوة تقدمية مهمة» وقال إنه يعتقد أنه «من حق المثليين أن يكونوا قادرين على الزواج أيضًا».
جاء أكبر صوت ضد مساواة أفراد مجتمع الميم في المملكة المتحدة من كنيسة إنجلترا فيما يتعلق بقضية زواج المثليين في عام 2010. أقرّ العمل قدرة الأزواج من نفس الجنس على الدخول في شراكات مدنية في القانون في عام 2005، لكن مع عدم إمكانية حدوثها في الكنيسة أو أن يُطلق عليها «زواج». عارضت كنيسة إنجلترا خطط الحكومة الائتلافية آنذاك لتمديد ذلك إلى «حقوق الزواج الكاملة» (انتهت هذه الحكومة في مايو 2015).
حوّل الحزب الوطني البريطاني برنامجه من إعادة التجريم إلى توسيع تشريع على غرار المادة 28، أي جعل من غير القانوني تصوير المثلية الجنسية بشكل إيجابي في وسائل الإعلام. استُهدفت حانة الأدميرال دنكان في عام 1999- وهي حانة للمثليين في سوهو في لندن- كجزء من حملة إرهابية شنّها العضو السابق في الحركة الاشتراكية الوطنية والحزب الوطني البريطاني (بي إن بّي) ديفيد كوبلاند، إذ قُتل ثلاثة أشخاص وأُصيب سبعون شخصًا بجروح نتيجة انفجار قنبلة مسامير في الحانة.
قال نيك غريفين (الزعيم السابق للحزب الوطني الديمقراطي) في أعقاب هذه الحادثة: «أظهرت اللقطات التلفازية التي صورت عشرات المتظاهرين المثليين يتفاخرون بانحرافهم أمام صحفيي العالم، لماذا يجد الكثير من الناس العاديين هذه المخلوقات مثيرة للاشمئزاز».